# Galbella
Galbella  (лат.) — род жуков-златок (Buprestidae), выделяемый в монотипическое подсемейство Galbellinae.

## Распространение
Палеарктика, Африка, Мадагаскар, Ориентальная область.

## Систематика
Около 80 видов в 3 подродах. В Европе 1 вид. Систематическое положение рода окончательно не установлено. Ранее, его относили к трибе Trachysini в составе подсемейства Agrilinae (Marseul, 1866; Kerremans, 1892; Obenberger, 1937). В последнее время этот род выделяют в отдельное подсемейство Galbellinae Reitter, 1911 (Bellamy 1985; Cobos 1986;
Volkovitsh 2001; Volkovitsh & Bílý 2001; Bellamy 2003; Bílý et al. 2006).
- Galbella felix (Marseul, 1865) — Европа: Кипр[3]
- Galbella harti Janson, 1891 — Израиль, Саудовская Аравия
- Galbella violacea Westwood, 1848typus

### Синонимы
Синонимами рода Galbella Westwood 1848 являются следующие родовые таксоны:
- = Janthe Marseul, 1865 (type species: Janthe felix Marseul, 1865)
- = Oncomaea Saunders, 1866 (type species: Oncomaea coerulea Saunders, 1866)
- = Sponsorinus Fairmaire, 1900 (type species: Sponsorinus lata Fairmaire, 1900)